# Borna Derakhshani
Pour l’article homonyme, voir Dorsa Derakhshani.
Borna Derakhshani (persan : برنا درخشانی, né le 10 février 2002) est un joueur d’échecs iranien, maître international. Il est le frère de la joueuse Dorsa Derakhshani. Depuis avril 2018, il est affilié à la fédération anglaise des échecs.

## Parcours
Borna Derakhshani a notamment remporté le championnat iranien trois fois dans sa catégorie. Il termine également deuxième lors des jeux asiatiques de 2015.
Depuis 2018, il est affilié à la fédération anglaise des échecs.